# Dolni Lipovity
Dolni Lipovity (macedónul: Долни Липовиќ) település Észak-Macedóniában, a Délkeleti körzetben, a Koncsei járásban.

## Népesség
| Lakosok száma | 449  | 502  | 486  | 574  | 515  | 465  | 467  | 423  | 362  |
|               | 1948 | 1953 | 1961 | 1971 | 1981 | 1991 | 1994 | 2002 | 2021 |

- 2002-ben 423 lakosa volt, akik mindannyian macedónok.